# Pic Sloan
Le pic Sloan, en anglais Sloan Peak, est une montagne des États-Unis situées dans l'État de Washington, dans la chaîne des Cascades.

## Géographie
Le pic Sloan est situé dans le Nord-Ouest des États-Unis, dans l'État de Washington. Il fait partie de la forêt nationale du Mont Baker-Snoqualmie et s'élève à un peu plus de 19 kilomètres du pic Glacier. Il est aussi appelé le « Matterhorn des Cascades » en raison de sa forme pyramidale. Il constitue le point culminant de la zone de Mountain Loop de la chaîne des Cascades avec 2 388 mètres d'altitude.
Sa principale et plus facile voie d'accès, la Corkscrew Route, traverse des zones de rochers, des zones enneigées et quelques parties à escalader.

## Histoire
Le pic Sloan a été gravi pour la première fois le 30 juillet 1921 par Harry Bedal et Nels Skaar lorsqu'ils ont ouvert la Corkscrew Route.